# Michael Lange (Journalist)

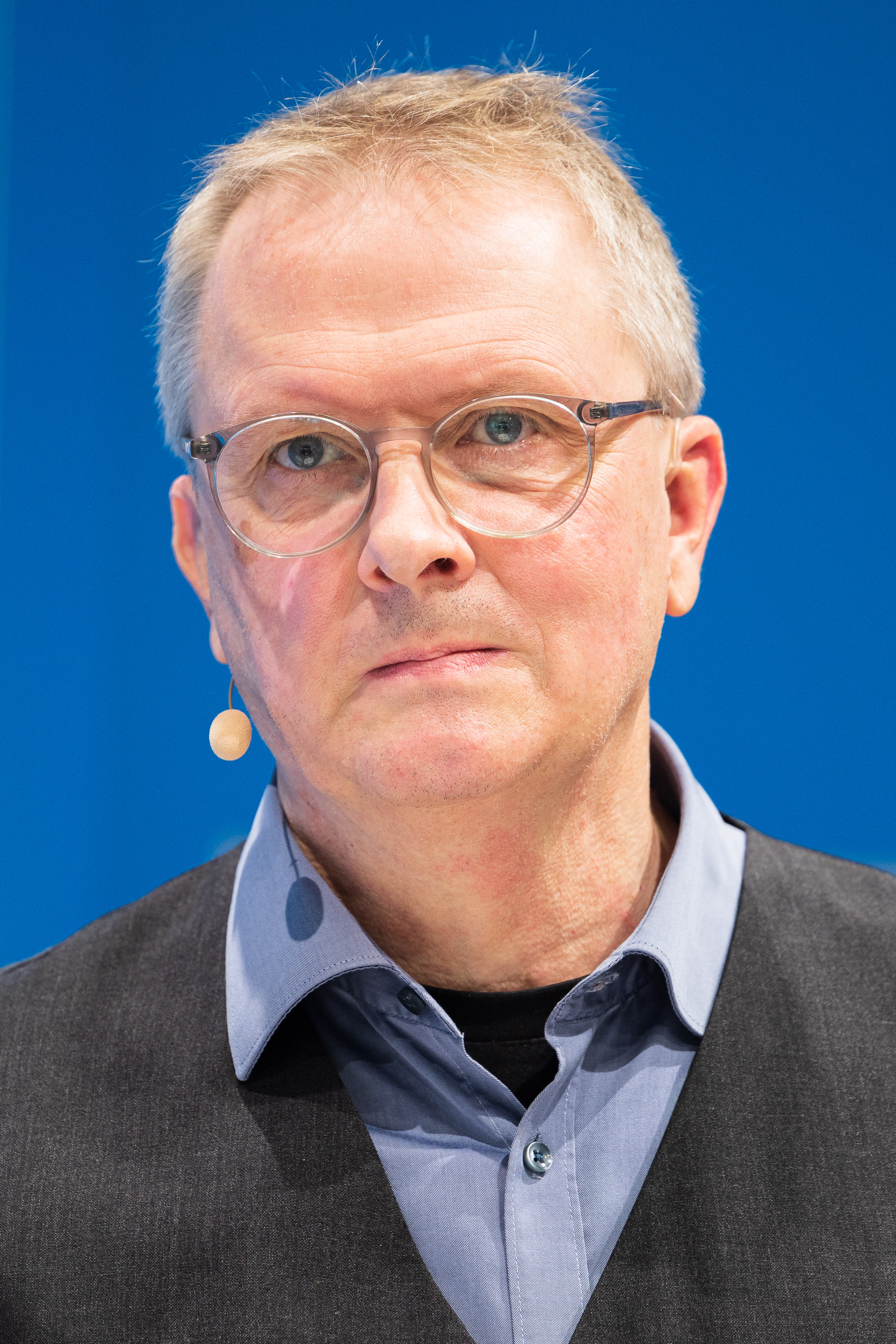
Michael Lange (Frankfurter Buchmesse 2022)

Michael Lange (* 1963) ist ein deutscher Biologe, Moderator, freier Wissenschafts- und Hörfunkjournalist, bekannt aus der Sendung „Forschung aktuell“ im Deutschlandfunk.

## Leben und Wirken
1989 studierte er Biologie in Bonn und veröffentlichte seine ersten Zeitungsartikel der Welt und dem Bonner General-Anzeiger. Nach dem Diplom erhielt er 1991 ein Stipendium der Robert-Bosch-Stiftung für Wissenschaftsjournalismus. Eines von drei Praktika führte ihn 1992 in die Redaktion „Forschung aktuell“ im Deutschlandfunk, in der er als freier Mitarbeiter tätig blieb. Zwischen 2000 und 2005 machte er mit Jan Lublinski die Sendung „Mensch, Umwelt, Technik“ der Deutschen Welle.
2006 startete er gemeinsam mit Dagmar Röhrlich und Ralf Krauter das Radioformat „Auslese“, über aktuell erschienene naturwissenschaftliche Bücher, das seitdem quartalsweise in „Wissenschaft im Brennpunkt“ erscheint und seit 2014 als YouTube-Kanal „Auslese kompakt“. Von „Wissenschaft im Brennpunkt“, der Feiertagsausgabe von „Forschung aktuell“, ist er Autor von rund 70 Ausgaben, sowie an den „Wissenschaftsmeldungen“ im Wechsel mit anderen Autoren.
Zwischen 2007 und 2015 machte er mit Martin Winkelheide die Reportageserie „Leo2Go“ als Teil der Sendung „Leonardo“ auf WDR5. Lange moderiert Diskussionsrunden zu Wissenschaften und Politik mit dem Schwerpunkt Biowissenschaften und Biopolitik.

## Auszeichnungen
- 1998: Wilhelm und Ingeborg-Roloff-Preis der Deutschen Lungenstiftung für „Tuberkulose – die vergessene Seuche“ über Tuberkulose und Mukoviszidose[2]
- 2006: gemeinsam mit Martin Winkelheide den Georg von Holtzbrinck Preis für Wissenschaftsjournalismus für „Schöpfung – achter Tag“ und „Gentherapie: Die Hoffnung stirbt zuletzt“